# Ian Edmunds
Ian Edmunds (25 agosto 1961) è un ex canottiere australiano, vincitore della medaglia di bronzo nell'otto a Los Angeles 1984.
In carriera, sempre nell'otto, vanta un bronzo mondiale conquistato a Duisburg 1983.
É padre di Maddie Edmunds, a sua volta canottiera olimpica a Rio de Janeiro 2016.

## Palmarès
- Giochi olimpici

Los Angeles 1984: argento nel quattro senza.
- Campionati mondiali di canottaggio

Duisburg 1983: bronzo nell'otto.